# CRD-capsule

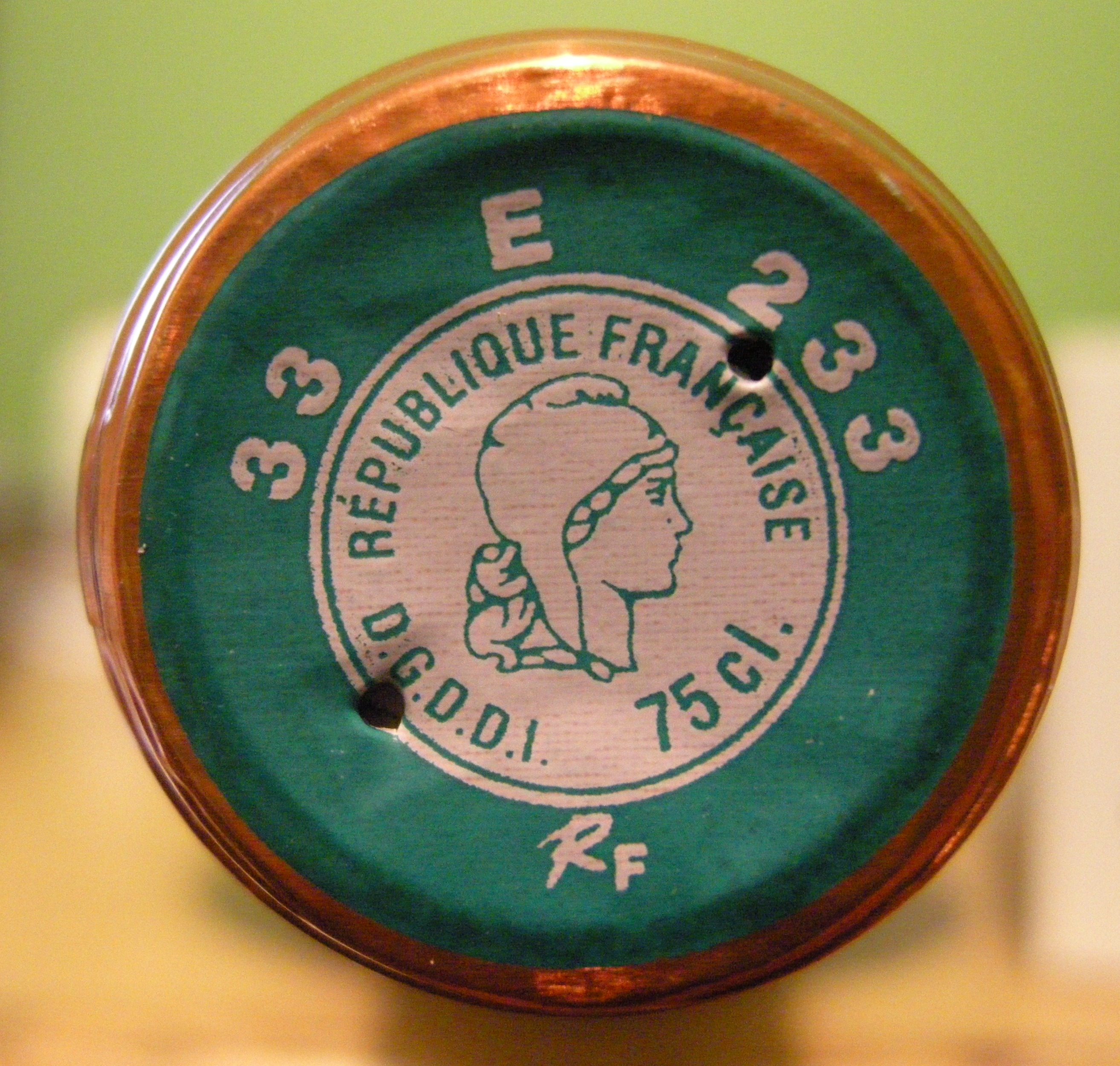
Een groen zegel op een capsule.

Een CRD-capsule – Capsule Représentative de Droit. (Nederlands: Capsule van de vertegenwoordiger van de wet) – is sinds 1960 een zegel op een capsule van een fles Franse wijn in Frankrijk. Het geeft aan dat de inhoud van de fles bedoeld is voor menselijke consumptie, en dat de verschuldigde belastingen voor de alcohol aan het directoraat-generaal van de Franse douane en indirecte belastingen (DGDDI) is voldaan. Het machtigt hiermee een vrije verspreiding op Frans grondgebied zonder verdere begeleiding van documenten.
Indien bepaalde alcoholische dranken het Franse grondgebied verlaten voor export, kan de handelaar zijn kosten terug halen en vervalt daarmee het zegel.
Met de beeltenis van Marianne, een kleurencode, numerieke codes en een letter zijn de diverse zegels herkenbaar.
De kleur van het zegel geeft de fiscale kostenindeling van het product aan.
| Groen       | Stille of mousserende wijn met een Appellation d'Origine Contrôlée of andere beschermde oorsprongsbenaming. |
| Blauw       | Overige wijnen en daarmee gelijkgestelde dranken, zoals vin de pays en tafelwijnen. |
| Donker rood | Komt in de plaats voor wijn met de groen en blauw capsule (per decreet van 5 juli 2011), maar niet voor mousserende wijn met een oorsprong benaming en natuurlijke zoete wijnen met AOC en daarmee fiscaal gelijkgesteld dranken. |
| Oranje      | Overige alcoholische dranken met een beschermde oorsprongsbenaming, zoals speciale wijnen en likeurwijnen. |
| Geel        | Cognac en armagnac. |
| Grijs       | Overige producten, zoals bijvoorbeeld ratafia. |
| Rood        | Rum en melasse-producten uit de Franse overzeese departementen en regio's. |
| Wit         | Overige alcoholische producten |

## Voorbeeld

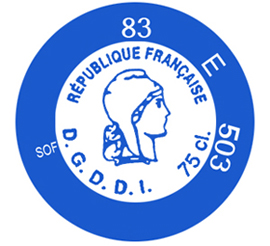
Voorbeeld van een blauwe CRD-Capsule.

Op het blauwe zegel wordt verwezen naar "83 E 503".
- Het eerste getal 83 verwijst naar het departement-nummer. In dit geval het departement Var.
- De daarop volgende letter – in dit voorbeeld een E kan ook zijn:

R = De wijnmaker zelf.
N = Een handelaar.
E = Een geautoriseerd magazijn, niet zijnde een wijnopvoeder/veredelaar.
- Het tweede getal – in dit geval 503 – is een administratief erkenningsnummer van de bottelaar.

## Afschaffing
Per 1 juni 2019 is zegel op de capsules afgeschaft. Volgens de autoriteiten is dat gedaan om verwarring op de internationale markt tegen te gaan en juridische redenen.